# Seesport

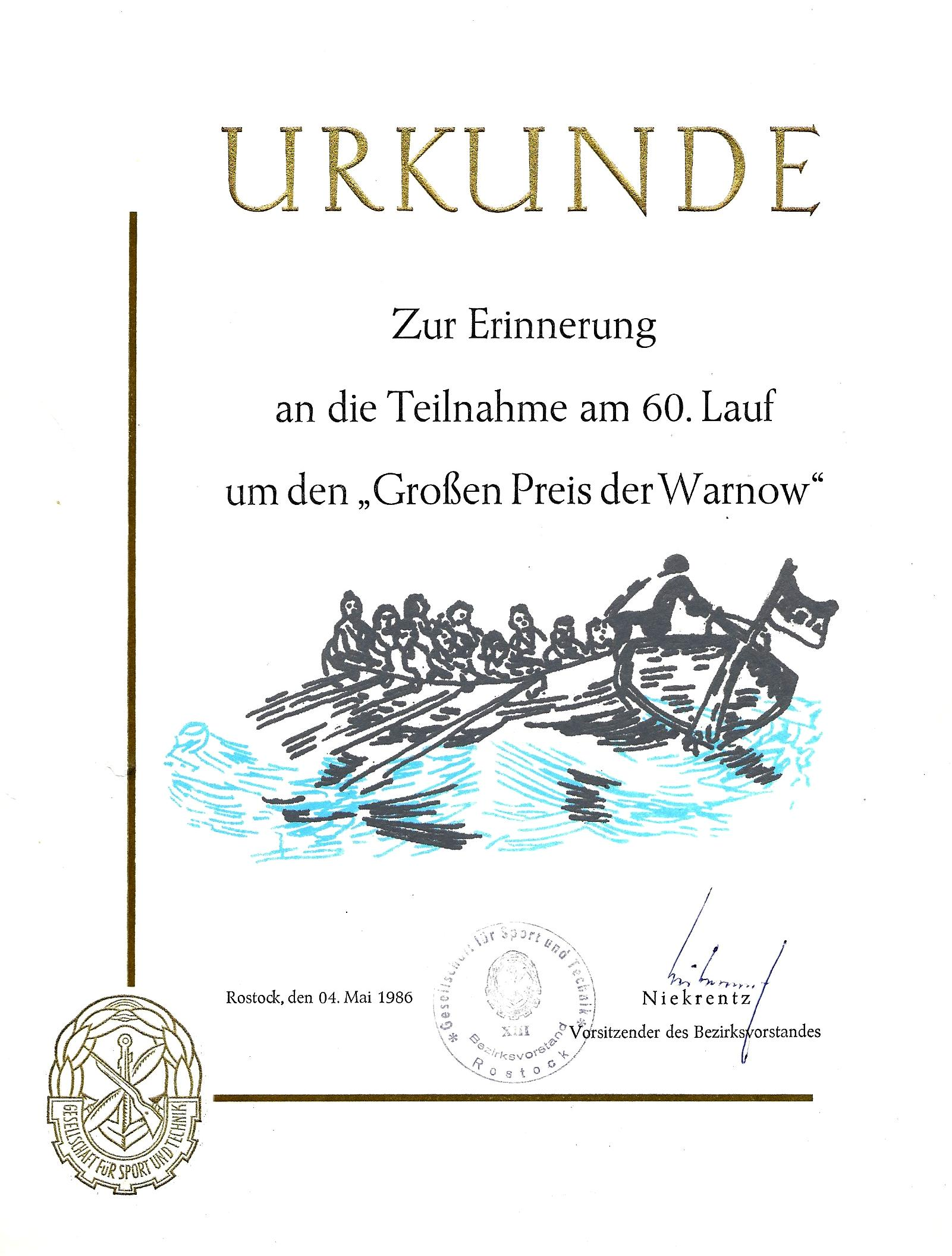
Bei Seesport-Wettkämpfen der Gesellschaft für Sport und Technik wie einst in Rostock um den „Großen Preis der Warnow“ zeigte das Motiv auf einer Erinnerungs-Urkunde aus 1986 den vollständig bemannten Kutter ZK10 beim „Kutterrudern“.

Seesport ist ein Mehrkampf, entstanden aus dem Wettstreit einzelner Besatzungen von Segel- und später auch Motorschiffen.

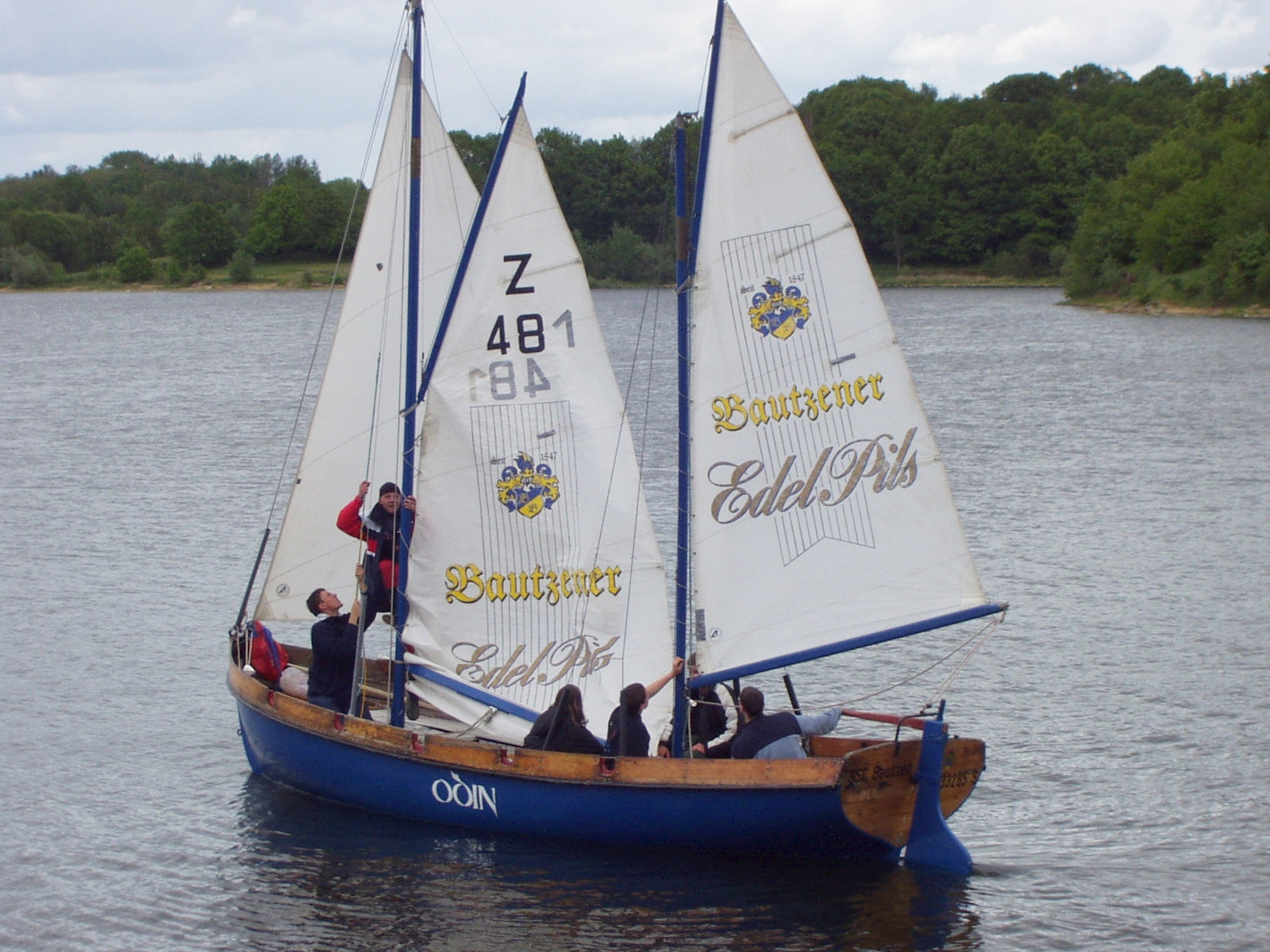
Bautzner Seesportljugend bereiten ihren Kutter Odin für eine Regatta auf dem Bautzener Stausee vor (2004, Deutsche Meisterschaft).

Es existieren in Deutschland verschiedene Vereinigungen, welche sich diesem Sport, dem Erlernen und der Pflege maritimen Brauchtums und der Erlangung seemännischer Fertigkeiten widmen. 
Die meisten Seesport-Vereine sind in den neuen Bundesländern zu finden und aus der Gesellschaft für Sport und Technik hervorgegangen. Ihr Dachverband ist der Deutsche Seesportverband (DSSV).
In den alten Bundesländern wird die maritime Traditionspflege durch die Deutsche Marine-Jugend e. V. organisiert (siehe auch: Deutscher Marinebund). In der Vergangenheit kam es zu vereinzelten Begegnungen beider Verbände bei der Austragung der Deutschen Meisterschaften durch den DSSV.
Bei Regatten wie beispielsweise dem „Blauen Band vom Strelasund“ sind zudem auch Boote der Marine vertreten.
In der modernen Form des Seesports sind in Deutschland folgende Disziplinen vertreten:
- Segeln: als
  - Kuttersegeln mit dem Kutter ZK10 o. ä.,
  - Ixylonsegeln
- Rudern: als
  - Kutterpullen, meistens aber Kutterrudern genannt,
  - Dinghirudern
- Geländelaufen
- Schwimmen
- Knoten
- Wurfleinewerfen
- Tauklettern
- Schießen, insbesondere mit der Luftdruckpistole oder auch mit dem Luftgewehr, was allerdings nur noch bei internationalen Wettkämpfen betrieben wird.

Bei den Wettkämpfen der Seesportvereine und Marineverbände werden Segeln und Rudern mindestens mit den Disziplinen Knoten und Wurfleinewerfen kombiniert.
Der Sport wird international betrieben und umfasst regional unterschiedliche Regularien und auch Sportgeräte.